# Локомотиви БДЖ серия 41.000
Първите локомотиви от първата серия електрически локомотиви на БДЖ 41.000 са строени през 1961 и 1962 г. в заводите Шкода – Пилзен, тогава в Чехословакия. Първите 6 локомотива, Е41-01 до Е41-06, пристигат през Дунав мост при Русе на 13 април 1962 г., а един ден по-късно са вече в новото депо за електрически локомотиви в Подуяне. След извършване на приемателните изпитвания, се пристъпва към пробно обслужване на някои влакове по първата електрифицирана жп линия София – Пловдив, която е открита официално на 27 април 1963 г. и оттогава преминава изцяло на обслужване с електрическа тяга.
Доставени са общо 41 локомотива от модификацията със заводско означение Е41 – разработена специално за БДЖ. Към края на 1963 г. една част от серията са изпратени в депо Горна Оряховица, където от април 1964 г. поемат работата по втория електрифициран участък в България Г. Оряховица – Русе.
Заради показани недостатъци още в началото на експлоатацията им, цялата серия Е41 (от 1965 г. без буквата „Е“ – серия 41), е модернизирана през периода 1964 – 1967 г. с последователно връщане в завода-производител. Не са изпращани само локомотиви 41 – 21 и 41 – 38, които след няколко последователни опожарявания са бракувани през 1965 г. При модернизацията в SKODA, по споразумение с БДЖ, последните два локомотива 41 – 40 и 41 – 41 заемат техните места и се връщат с експлоатационни номера съответно 41 – 21 и 41 – 38.
След второто им пристигане от Чехословакия, всички локомотиви серия 41 са зачислени в депо Подуяне и продължават да обслужват пътнически и товарни влакове в участъците София – Пловдив и София – Карлово, а след 1974 г. и по цялата 3-та главна линия.
До 1985 г. серията загубва още 9 локомотива, 2 от които са бракувани след катастрофи и 7 – след опожаряване.
В периода 1981 – 1985 г. се предприема възстановяване на катастрофирали, опожарени, бракувани и др. локомотиви, основно със силите на отделни локомотивни депа. След възстановяването на локомотивите им се дават поредни номера на юбилейни годишнини – практика, отменена в края на 1991 г. Върнатите в експлоатацията по този начин локомотиви от серията 41, са три: 41 – 100 през 1982 г.(възстановен от 41 – 22), 41 – 60 през 1983 г. (от 41 – 03) и 41 – 40 през 1984 г. (от 41 – 36). Едновременно с това, през 1983 г. се замисля ново преустройство (цялостна модернизация) на локомотивите серия 41, с цел да се повиши тяхната надеждност в експлоатацията. Така до 1990 г. са модернизирани 12 машини, а заедно с възстановените 41 – 40, 41 – 60 и 41 – 100 – общо 15 локомотива. Съгласно промените в серийното означение на тяговия подвижен състав (ТПС) от 1 януари 1988 г., първата цифра в поредния номер на модернизираните локомотиви серия 41 става модификационна и се променя от „0“ на „1“
Към края на 1992 г., (около 30 години след доставката им), са извадени от експлоатацията и бракувани общо 26 машини, а до края на 1994 г. – още 14. Със заповед за музейна машина е била определена 41 008.4 (с най-запазен първоначален вид), но той е унищожен през 1995 г. Остава 41 103.3 (бивш 41 – 60) макар и с много изменен външен вид, но и той е унищожен през 1998 г. Последно за музеен е определен 41 009.2, който се намира в депо Подуяне. Запазен е и изкараният за отоплител на пътнически композиции на Централна гара София 41 127.2.
| Експлоатационен номер | Експлоатационен номер | Експлоатационен номер | Експлоатационен номер | Експлоатационен номер | фабр. №/ година | Бележки                                                              |
| доставен              | от 1965 г.            | към 1985 г.           | от 1988 г.            | от 1992 г.            | фабр. №/ година | Бележки                                                              |
| --------------------- | --------------------- | --------------------- | --------------------- | --------------------- | --------------- | -------------------------------------------------------------------- |
| Е 41 – 01             | 41 – 01               | -                     | -                     | -                     | 4464/1961       | Бракуван 1984 г.                                                     |
| Е 41 – 02             | 41 – 02               | 41 – 02               | 41 102.5              | 41 102.5              | 4465/1961       | Модернизиран 1986 г. Бракуван 1994 г.                                |
| Е 41 – 03             | 41 – 03               | 41 – 60               | 41 060.5              | 41 103.3              | 4466/1961       | Бракуван 1978 г. Възстановен 1983 Г. Бракуван 1998 г.                |
| Е 41 – 04             | 41 – 04               | 41 – 04               | 41 004.3              | 41 004.3              | 4467/1961       | Бракуван 1992 г.                                                     |
| Е 41 – 05             | 41 – 05               | 41 – 05               | 41 005.0              | -                     | 4468/1961       | Бракуван 1990 г.                                                     |
| Е 41 – 06             | 41 – 06               | 41 – 06               | 41 106.6              | 41 106.6              | 4469/1961       | Модернизиран 1986 г. Бракуван 1924 г.                                |
| Е 41 – 07             | 41 – 07               | -                     | -                     | -                     | 4470/1961       | Бракуван 1983 г.                                                     |
| Е 41 – 08             | 41 – 08               | 41 – 08               | 41 008.4              | 41 008.4              | 4471/1961       | Бракуван 1992 г. Обявен за музеен Унищожен 1995 г.                   |
| Е 41 – 09             | 41 – 09               | 41 – 09               | 41 009.2              | 41 009.2              | 4472/1961       | Бракуван 1992 г. Обявен за музеен                                    |
| Е 41 – 10             | 41 – 10               | 41 – 10               | 41 010.0              | -                     | 4473/1961       | Бракуван 1991 г.                                                     |
| E 41 – 11             | 41 – 11               | 41 – 11               | 41 011.8              | -                     | 4474/1962       | Челен сблъсък с 45 168, бракуван 1990 г.                             |
| E 41 – 12             | 41 – 12               | 41 – 12               | 41 012.6              | 41 012.6              | 4475/1962       | Бракуван 1992 г.                                                     |
| E 41 – 13             | 41 – 13               | 41 – 13               | 41 013.4              | 41 013.4              | 4476/1962       | Бракуван 1992 г.                                                     |
| E 41 – 14             | 41 – 14               | -                     | -                     | -                     | 4477/1962       | Бракуван 1979 г.                                                     |
| E 41 – 15             | 41 – 15               | 41 – 15               | 41 015.9              | -                     | 4478/1962       | Бракуван 1989 г.                                                     |
| E 41 – 16             | 41 – 16               | 41 – 16               | 41 016.7              | -                     | 4479/1962       | Бракуван 1990 г.                                                     |
| E 41 – 17             | 41 – 17               | 41 – 17               | 41 117.3              | 41 117.3              | 4480/1962       | Модернизиран 1986 г. Бракуван 1994 г.                                |
| E 41 – 18             | 41 – 18               | 41 – 18               | 41 118.1              | 41 118.1              | 4481/1962       | Модернизиран 1985 г. Бракуван 1989 г.                                |
| E 41 – 19             | 41 – 19               | 41 – 19               | 41 119.9              | 41 119.9              | 4482/1962       | Модернизиран 1985 г. Бракуван 1994 г.                                |
| E 41 – 20             | 41 – 20               | 41 – 20               | 41 120.7              | 41 120.7              | 4483/1962       | Модернизиран 1986 г. Бракуван 1994 г.                                |
| E 41 – 21             | -                     | -                     | -                     | -                     | 4484/1962       | Бракуван 1965 г.                                                     |
| E 41 – 22             | 41 – 22               | 41 – 100              | 41 100.9              | 41 122.3              | 4485/1962       | Бракуван 1972 г. Възстановен 1982 г. Бракуван 1994 г.                |
| E 41 – 23             | 41 – 23               | -                     | -                     | -                     | 4486/1962       | Бракуван 1985 г.                                                     |
| E 41 – 24             | 41 – 24               | 41 – 24               | 41 024.1              | -                     | 4487/1962       | Бракуван 1991 г.                                                     |
| E 41 – 25             | 41 – 25               | -                     | -                     | -                     | 4488/1962       | Бракуван 1971 г.                                                     |
| E 41 – 26             | 41 – 26               | 41 – 26               | 41 026.6              | -                     | 4489/1962       | Бракуван 1991 г.                                                     |
| E 41 – 27             | 41 – 27               | 41 – 27               | 41 127.2              | 41 127.2              | 4490/1962       | Модернизиран 1986 г. Бракуван 1994 г. Музеен на централна гара София |
| E 41 – 28             | 41 – 28               | 41 – 28               | 41 128.0              | 41 128.0              | 4491/1962       | Модернизиран 1985 г. Бракуван 1994 г.                                |
| E 41 – 29             | 41 – 29               | 41 – 29               | 41 129.8              | 41 129.8              | 4492/1962       | Модернизиран 1985 г. Бракуван 1989 г.                                |
| E 41 – 30             | 41 – 30               | 41 – 30               | 41 030.8              | -                     | 4493/1962       | Бракуван 1991 г.                                                     |
| E 41 – 31             | 41 – 31               | 41 – 31               | 41 031.6              | -                     | 4494/1962       | Бракуван 1991 г.                                                     |
| E 41 – 32             | 41 – 32               | 41 – 32               | -                     | -                     | 4495/1962       | Бракуван 1986 г.                                                     |
| E 41 – 33             | 41 – 33               | 41 – 33               | 41 033.2              | 41 133.0              | 4496/1962       | Модернизиран 1990 г. Бракуван 1989 г.                                |
| E 41 – 34             | 41 – 34               | 41 – 34               | 41 134.8              | 41 134.8              | 4497/1962       | Модернизиран 1983 г. Бракуван 1989 г.                                |
| E 41 – 35             | 41 – 35               | 41 – 35               | -                     | -                     | 4498/1962       | Бракуван 1988 г.                                                     |
| E 41 – 36             | 41 – 36               | 41 – 40               | 41 040.7              | 41 136.3              | 4499/1962       | Бракуван 1983 г. Възстановен 1984 г. Бракуван 1994 г.                |
| E 41 – 37             | 41 – 37               | 41 – 37               | 41 037.3              | -                     | 4500/1962       | Бракуван 1991 г.                                                     |
| E 41 – 38             | -                     | -                     | -                     | -                     | 4501/1962       | Бракуван 1965 г.                                                     |
| E 41 – 39             | 41 – 39               | 41 – 39               | 41 139.7              | 41 139.7              | 4502/1962       | Модернизиран 1983 г. Бракуван 1989 г.                                |
| E 41 – 40             | 41 – 21               | 41 – 21               | 41 021.7              | -                     | 4503/1962       | Бракуван 1989 г.                                                     |
| E 41 – 41             | 41 – 38               | -                     | -                     | -                     | 4504/1962       | Бракуван 1973 г.                                                     |